# Ogembo
Ogembo är huvudort i distriktet Gucha i provinsen Nyanza i västra Kenya. Centralorten hade 3 475 invånare vid folkräkningen 2009, med totalt 60 289 invånare inom hela stadsgränsen.